# Mieke Wijaya
Mieke Wijaya, née le 17 mars 1940 à Bandung et morte le 3 mai 2022 à Jakarta, est une actrice et femme politique indonésienne.

## Biographie
Mieke a remporté trois prix Citra. Elle a été couronnée meilleure antagoniste féminine de l'industrie cinématographique indonésienne avec Suzzanna et Ruth Pelupessy. Wijaya a commencé sa carrière à l'adolescence et est devenue populaire en jouant un rôle dans le succès commercial de Usmar Ismail, Tiga Dara, son nom est devenu de plus en plus populaire après avoir joué dans le feuilleton Losmen en 1987.